# Ropica transversemaculata
Ropica transversemaculata är en skalbaggsart som beskrevs av Stefan von Breuning 1942. Ropica transversemaculata ingår i släktet Ropica och familjen långhorningar. Inga underarter finns listade i Catalogue of Life.